# Die 7Z
Die 7Z (Originaltitel: The 7D) ist eine US-amerikanische Zeichentrickserie, die von Disney Television Animation produziert wird. Die Serie basierte auf dem Disney-Film Schneewittchen und die sieben Zwerge aus dem Jahr 1937. Die Idee zur Serie stammt von Noah Z. Jones. Ihre Premiere feierte die Serie am 7. Juli 2014 auf dem US-Kabelsender Disney XD. Die deutschsprachige Erstausstrahlung erfolgt seit dem 1. Dezember 2014 auf dem Bezahlfernsehsender Disney XD.

## Handlung
Die sieben Zwerge kämpfen gegen die bösen Zauberer Grim und Hildy Düsterlich, welche versuchen, Königin Höchstangenehm zu entthronen und die Herrschaft über Jollywood, die Heimat der Zwerge, an sich zu reißen.

## Figuren

### Hauptpersonen
Chef ist der Anführer der sieben Zwerge. Er erfindet Dinge, die den sieben Zwergen bei ihren Missionen helfen und entwickelt für Jollywood ein Sky-Eimer-Transport-System.
Seppl kommuniziert mit Trillerpfeifen, Tierstimmen und visuellen Gags.
Pimpel ist schüchtern und süß. Er ist in Königin Höchstangenehm verliebt und wird verlegen, wenn er ihren Namen hört.
Brummbär ist sehr mürrisch.
Happy ist immer fröhlich und singt gerne Lieder, welche Brummbär sehr missfallen.
Hatschi hat eine Vielzahl von Allergien, die dazu führen, dass er starke Nies-Anfälle bekommt.
Schlafmütz ist immer müde.
Grimwold "Grim" Düsterlich ist ein Hexenmeister und Hildys Ehemann. Er hat Angst vor Spinnen und Marienkäfern.
Hildy Düsterlich ist eine Hexe und Ehefrau von Grimwold. Sie führt seit der High School einen Konkurrenzkampf mit Flotti Fagotti.
Königin Höchstangenehm ist die Herrscherin von Jollywood. Sie ist großzügig, verspielt und immer für eine Feier zu haben.
Lord Steifgesäß ist der loyale persönliche Assistent von Königin Höchstangenehm. Er ist ein Alleskönner und hat Angst vor Spinnen.

### Nebenpersonen
Zauberspiegel ist ein Zauberspiegel, welcher Königin Höchstangenehm dient und sich in der Schatzkammer des Schlosses befindet. Er wurde von den Düsterlichs gestohlen und durch einen normalen Spiegel ersetzt. Nachdem die sieben Zwerge ihn befreiten, verliebte er sich in den normalen Spiegel und verabredete sich mit ihm.
Kristallkugel ist eine Kristallkugel und ein Artefakt, mit dem die Düsterlichs Königin Höchstangenehm ausspionieren.
Sir Jauleviel ist der Hund von Königin Höchstangenehm. Sein Lieblings-Leckerbissen ist eingelegtes Gemüse.
Knecht Schnabelhieb ist der Papagei von Königin Höchstangenehm. Er sitzt meistens in der Krone der Königin.
Flotti Fagotti ist eine pfiffige Hexe, welche seit der High School die Rivalin von Hildy Düsterlich ist. Sie kann Menschen mit einem Schlafzauber belegen.

## Synchronisation
Die deutsche Synchronisation entsteht unter der Dialogregie von Ozan Ünal durch die Synchronfirma SDI Media Germany GmbH in Berlin.

### Hauptfiguren
| Rolle (Original)      | Originalsprecher         | Rolle (deutsch)            | Synchronsprecher           |
| --------------------- | ------------------------ | -------------------------- | -------------------------- |
| Doc                   | Bill Farmer              | Chef                       | Gerald Schaale             |
| Dopey                 | Dee Bradley Baker        | Seppl                      | kein Text                  |
| Bashful               | Billy West               | Pimpel                     | Hannes Maurer Dirk Petrick |
| Grumpy                | Maurice LaMarche         | Brummbär                   | Jürgen Kluckert            |
| Happy                 | Kevin Michael Richardson | Happy                      | Uli Krohm                  |
| Sneezy                | Scott Menville           | Hatschi                    | Wanja Gerick               |
| Sleepy                | Stephen Stanton          | Schlafmütz                 | Michael Pan                |
| Grimwold "Grim" Gloom | Jess Harnell             | Grimwold "Grim" Düsterlich | Karlo Hackenberger         |
| Hildy Gloom           | Kelly Osbourne           | Hildy Düsterlich           | Julia Kaufmann             |
| Queen Delightful      | Leigh-Allyn Baker        | Königin Höchstangenehm     | Christin Marquitan         |
| Lord Starchbottom     | Paul Rugg                | Lord Steifgesäß            | Rainer Fritzsche           |

### Nebenfiguren
| Rolle (Original)  | Originalsprecher  | Rolle (deutsch)     | Synchronsprecher   |
| ----------------- | ----------------- | ------------------- | ------------------ |
| Magic Mirror      | Whoopi Goldberg   | Zauberspiegel       | Isabella Grothe    |
| Crystal Ball      | Jay Leno          | Kristallkugel       | Bernhard Völger    |
| Sir Yipsalot      | Bill Farmer       | Sir Jauleviel       | Rainer Fritzsche   |
| Squire Peckington | Dee Bradley Baker | Knecht Schnabelhieb | Michael Pan        |
| Snazzy Shazam     | Leigh-Allyn Baker | Flotti Fagotti      | Annina Braunmiller |

## Ausstrahlung
Die Serie feierte am 7. Juli 2014 ihre Premiere auf dem US-Kabelsender Disney XD. Die Pilotfolge erreichte den zweiterfolgreichsten Serienstart einer Animationsserie in der Zielgruppe der Kinder von 2 bis 11 Jahren und der Kinder von 6 bis 11 Jahren bei Disney XD.
In Deutschland wurde die Serie auf dem Bezahlfernsehsender Disney XD ab dem 1. Dezember 2014 um 19:50 Uhr gezeigt.
In Kanada lief die Serie ab dem 13. Juli 2014 auf dem Sender Disney XD. In Asien lief sie ab dem 7. September 2014 auf dem Disney Channel.

## Episodenliste
| Nr. (ges.) | Nr. (St.) | Deutscher Titel                      | Originaltitel                  | Erstausstrahlung USA | Deutschsprachige Erstausstrahlung (Disney XD) | Regie                       | Drehbuch                                                 |
| ---------- | --------- | ------------------------------------ | ------------------------------ | -------------------- | --------------------------------------------- | --------------------------- | -------------------------------------------------------- |
| 1a         | 1a        | Der lange, lange Winter              | The Long, Long Winter          | 7. Juli 2014         | 6. Dez. 2014                                  | Alfred Gimeno               | Paul Rugg & Tom Ruegger                                  |
| 1b         | 1b        | Kleines Spinnchen riesengroß         | Itsy Bitsy Spider Fighters     | 7. Juli 2014         | 2. Dez. 2014                                  | Charles Visser              | Randy Rogel                                              |
| 2a         | 2a        | Niesalarm                            | Sneezin' Season                | 8. Juli 2014         | 10. Dez. 2014                                 | Alfred Gimeno               | John McCann, Tom Ruegger & Sherri Stoner                 |
| 2b         | 2b        | Die diebische Elster und der Diamant | The Delightful Diamond Mystery | 8. Juli 2014         | 11. Dez. 2014                                 | Alfred Gimeno               | Randy Rogel & Sherri Stoner                              |
| 3a         | 3a        | Spieglein, Spieglein                 | Mirror, Mirror                 | 9. Juli 2014         | 5. Dez. 2014                                  | Charles Visser              | Randy Rogel                                              |
| 3b         | 3b        | P. der Große                         | The Big Bash                   | 9. Juli 2014         | 6. Dez. 2014                                  | Alfred Gimeno               | Roger Eschbachner & Sherri Stoner                        |
| 4a         | 4a        | Überraschungsparty!                  | Surprise                       | 10. Juli 2014        | 14. Dez. 2014                                 | Alfred Gimeno               | Paul Rugg                                                |
| 4b         | 4b        | Willkommen in der Nachbarschaft      | Welcome to the Neighborhood    | 10. Juli 2014        | 15. Dez. 2014                                 | Charles Visser              | Deanna Oliver                                            |
| 5a         | 5a        | Sir Jauleviel und die Gans           | Sir Yipsalot and the Goose     | 11. Juli 2014        | 7. Dez. 2014                                  | Alfred Gimeno               | Deanna Oliver                                            |
| 5b         | 5b        | Lordchen braucht ne Pause            | Starchy Takes a Break          | 11. Juli 2014        | 8. Dez. 2014                                  | Charles Visser              | Paul Rugg                                                |
| 6a         | 6a        | Die kleinsten Riesen                 | The Littlest Giants            | 14. Juli 2014        | 1. Dez. 2014                                  | Alfred Gimeno               | Tom Ruegger                                              |
| 6b         | 6b        | Zwerg allein zu Haus                 | Gnome Alone                    | 14. Juli 2014        | 9. Dez. 2014                                  | Alfred Gimeno               | Sherri Stoner                                            |
| 7a         | 7a        | Schlafenszeit                        | Sleepytime                     | 15. Juli 2014        | 12. Dez. 2014                                 | Charles Visser              | Deanna Oliver                                            |
| 7b         | 7b        | Goldlöckchen und die 7Z              | Goldilocks and the 7D          | 15. Juli 2014        | 13. Dez. 2014                                 | Alfred Gimeno               | Randy Rogel, Tom Ruegger & Sherri Stoner                 |
| 8a         | 8a        | Aus Liebe zum Käse                   | For the Love of Cheese         | 21. Juli 2014        | 3. Dez. 2014                                  | Alfred Gimeno               | Deanna Oliver                                            |
| 8b         | 8b        | Das gemeine Orgelspiel               | Let's Get Organ-ized           | 21. Juli 2014        | 4. Dez. 2014                                  | Charles Visser              | Tom Ruegger & Craig Shemin                               |
| 9a         | 9a        | Großväter auf geheimer Mission       | Grandpa Grumpy & the Ogre      | 22. Juli 2014        | 17. Dez. 2014                                 | Charles Visser              | Deanna Oliver                                            |
| 9b         | 9b        | Die Schönste im ganzen Land          | Fairest in the Land            | 22. Juli 2014        | 18. Dez. 2014                                 | Alfred Gimeno               | Shea Fontana                                             |
| 10a        | 10a       | Der achte Zwerg                      | The 8th D                      | 28. Juli 2014        | 20. Dez. 2014                                 | Jeff Gordon                 | Deanna Oliver                                            |
| 10b        | 10b       | Ein neuer Schuh                      | New Shoe                       | 28. Juli 2014        | 21. Dez. 2014                                 | Jeff Gordon                 | Paul Rugg                                                |
| 11a        | 11a       | Pimpel in der Badewanne              | Bathtub Bashful                | 4. Aug. 2014         | 22. Dez. 2014                                 | Alfred Gimeno               | Randy Rogel                                              |
| 11b        | 11b       | Schnickschnack für die Königin       | Knick Knack Paddy Whack        | 4. Aug. 2014         | 19. Dez. 2014                                 | Charles Visser              | Roger Eschbacher, Deanna Oliver & Sherri Stoner          |
| 12a        | 12a       | Drache Düsterlich                    | Grim the Dragon                | 14. Sep. 2014        | 11. Mai 2015                                  | Charles Visser              | Shea Fontana                                             |
| 12b        | 12b       | Ein Mäuseleben                       | Free Teensy                    | 14. Sep. 2014        | 12. Mai 2015                                  | Jeff Gordon                 | Charles M. Howell IV & Sherri Stoner                     |
| 13a        | 13a       | Gute Hexe, böse Hexe                 | Hildy the Good                 | 21. Sep. 2014        | 14. Mai 2015                                  | Charles Visser              | Shea Fontana                                             |
| 13b        | 13b       | Das verrückte Konzert                | The Jollywood Jam              | 21. Sep. 2014        | 13. Mai 2015                                  | Jeff Gordon                 | Shea Fontana & Sherri Stoner                             |
| 14a        | 14a       | Die Spukvilla                        | Buckets                        | 12. Okt. 2014        | 15. Mai 2015                                  | Jeff Gordon                 | Deanna Oliver & Randy Rogel                              |
| 14b        | 14b       | Düsterstein                          | Frankengloom                   | 12. Okt. 2014        | 31. Okt. 2015                                 | Tom Warburton               | Sherri Stoner                                            |
| 15a        | 15a       | Der frühe Vogel fängt den Wurm       | Uncle Humidor                  | 2. Nov. 2014         | 18. Mai 2015                                  | Charles Visser              | Paul Rugg                                                |
| 15b        | 15b       | Kurz mal schlau                      | Grim the Genius                | 2. Nov. 2014         | 19. Mai 2015                                  | Jeff Gordon                 | Randy Rogel                                              |
| 16a        | 16a       | Die verzauberten Schuhe              | The Enchanted Shoes            | 16. Nov. 2014        | 20. Mai 2015                                  | Alfred Gimeno               | Roger Eschbacher & Deanna Oliver                         |
| 16b        | 16b       | Hildyrella                           | Hildyrella                     | 16. Nov. 2014        | 21. Mai 2015                                  | Jeff Gordon                 | Shea Fontana                                             |
| 17a        | 17a       | Die drei kleinen Schweinchen         | Big Bad Sneezy                 | 30. Nov. 2014        | 22. Mai 2015                                  | Alfred Gimeno Mr. Warburton | Shea Fontana, Randy Rogel, Deanna Oliver & Sherri Stoner |
| 17b        | 17b       | Eine Katze kommt selten allein       | Cat on a Hot Grim Roof         | 30. Nov. 2014        | 3. Aug. 2015                                  | Jeff Gordon                 | Randy Rogel                                              |
| 18a        | 18a       | Ingwerkeks und Brummbärkeks          | Gingersnaps and Grumpy Snaps   | 2. Dez. 2014         | 23. Dez. 2014                                 | Alfred Gimeno               | Cooper Sweeney                                           |
| 18b        | 18b       | Der Freudesauger                     | Jollybells                     | 2. Dez. 2014         | 24. Dez. 2014                                 | Charles Visser              | Deanna Oliver & Sherri Stoner                            |
| 19a        | 19a       | Das einzigartige Dingens             | The Very Important Thingy      | 13. Jan. 2015        | 4. Aug. 2015                                  | Alfred Gimeno               | Lisa Arch & Sherri Stoner                                |
| 19b        | 19b       | Das Laubmonster                      | Leaf It to Sneezy              | 13. Jan. 2015        | 5. Aug. 2015                                  | Charles Visser              | Gene Grillo & Deanna Oliver                              |
| 20a        | 20a       | Die 7F                               | 7 Frogs                        | 14. Jan. 2015        | 6. Aug. 2015                                  | Alfred Gimeno               | Blake Larson & Sherri Stoner                             |
| 20b        | 20b       | Der doppelte Sir Jauleviel           | Sir Yipsalot and the Mutt      | 14. Jan. 2015        | 7. Aug. 2015                                  | Charles Visser              | Shea Fontana                                             |
| 21a        | 21a       | Königin Hildy                        | The Queen's Quest              | 19. Jan. 2015        | 11. Aug. 2015                                 | Jeff Gordon                 | Shea Fontana, Deanna Oliver & Sherri Stoner              |
| 21b        | 21b       | Freunde in der Not                   | Finders Keepers                | 15. Jan. 2015        | 10. Aug. 2015                                 | Jeff Gordon                 | Gene Grillo & Deanna Oliver                              |
| 22a        | 22a       | Die Zauberpanne                      | Abraca-Dopey                   | 20. Jan. 2015        | 12. Aug. 2015                                 | Charles Visser              | Shea Fontana & Charles M. Howell IV                      |
| 22b        | 22b       | Bing-Bong-Bohnen                     | Bing Bong Beans!               | 22. Jan. 2015        | 13. Aug. 2015                                 | Alfred Gimeno               | Shea Fontana, Blake Larson & Sherri Stoner               |
| 23a        | 23a       | Der Kandiszuckerkristall-Überfall    | Big Rock Candy Flim-Flam       | 21. Jan. 2015        | 17. Aug. 2015                                 | Jeff Gordon                 | Deanna Oliver, Sherri Stoner & Blake Larson              |
| 23b        | 23b       | Der 7Z-Tanzwahnsinn                  | Doing the 7D Dance             | 21. Jan. 2015        | 14. Aug. 2015                                 | Charles Visser              | Deanna Oliver                                            |
| 24         | 24        | Der Stein der Weisen                 | Rock of Sages                  | 12. Sep. 2015        | 6. Dez. 2015                                  | –                           | –                                                        |

## Rezeption
Brian Lowry vom Magazin Variety schrieb, dass die Serie nicht den Charme des Quellmaterials habe und eine Art kleines Kinderland sei. Rob Owen schrieb in der Pittsburgh Post-Gazette, dass die Charaktere der Serie nur scheinheilig gezeichnet würden und dass die Serie nur vom Film Schneewittchen und die sieben Zwerge aus dem Jahr 1937 profitieren wolle.